# Kwasielina
Kwasielina – część wsi Pomiany w Polsce, położona w województwie wielkopolskim, w powiecie kępińskim, w gminie Trzcinica. Wchodzi w skład sołectwa Pomiany.
W latach 1975–1998 Kwasielina należała administracyjnie do województwa kaliskiego.